# Genfluss archaischer Menschen zu Homo sapiens

In dieser Stammbaum-Hypothese (für die Zeit bis vor 2 Millionen Jahren) betont ihr Autor, Chris Stringer, 2012 die von ihm unterstellte zentrale Position von Homo heidelbergensis als Bindeglied zwischen Neandertalern, Denisova-Menschen und Homo sapiens; andere Paläoanthropologen ordnen die hier als heidelbergensis ausgewiesenen afrikanischen Funde noch Homo erectus zu. Rechts außen deutet Stringer an, dass in Afrika einige genetische Auffälligkeiten nachgewiesen wurden, die – neben Neandertalern und Denisova-Menschen – auf einen dritten Genfluss von einer bislang ungeklärten Vormenschen-Population zum anatomisch modernen Menschen hinzuweisen scheinen. Beim asiatischen Homo erectus betont Stringer die Trennung in Peking-Mensch und Java-Mensch, und er interpretiert Homo antecessor als frühen europäischen Zweig von Homo erectus. Die Herkunft von Homo floresiensis ist ungeklärt.

Genfluss von archaischen Menschen zum anatomisch modernen Menschen (Homo sapiens) trat nach heutigem Forschungsstand mindestens zweimal in der Geschichte der Gattung Homo auf: zum einen von Neandertalern, zum anderen von der als Denisova-Menschen bezeichneten Population. Ein kleiner Anteil, geschätzt 1 % bis 4 %, der DNA von Eurasiern und Nordafrikanern, ist nicht „modern“, sondern stammt von Neandertalern, während diese genetischen Marker bei Afrikanern aus dem Bereich südlich der Sahara (das heißt bei den untersuchten Angehörigen der Yoruba und der San) nicht nachweisbar waren.
Bei Melanesiern stammt ein zusätzlicher Anteil von geschätzt 4 % bis 6 % ihrer DNA den Interpretationen der Forscher zufolge von engen asiatischen Verwandten der Neandertaler, den Denisova-Menschen. Eine 2011 erstellte DNA-Analyse weist auch bei Afrikanern auf einen dritten Genfluss von einer bislang unbekannten, ausgestorbenen archaischen Population hin.

## Neandertaler
Im Laufe des 20. Jahrhunderts sind anhand von anatomischen Merkmalen verschiedene Hypothesen über eine mögliche Verpaarung von Neandertalern und anatomisch modernen Menschen in der mittleren Altsteinzeit, diskutiert worden. Seit den 2000er-Jahren geschieht dies auch unter Verweis auf die Genetik. Inzwischen erbrachten in den Jahren 2013 bis 2015 veröffentlichte genanalytische Untersuchungen an den Homo-sapiens-Funden von Peștera cu Oase in Rumänien und Ust-Ischim in Sibirien den Nachweis von Neandertaler-DNA in beiden Fossilien. Demnach kann von einer Verpaarung zwischen Neandertaler und Homo sapiens nicht nur in der Levante, sondern auch im Osten Europas und in Sibirien ausgegangen werden.
Die genetischen Analysen deuten darauf hin, dass es mehrfach und unabhängig voneinander zum Genfluss zwischen Neandertalern und Homo sapiens gekommen ist. So ist es vermutlich schon vor mehr als 270.000 Jahren zu einem Genfluss zwischen beiden Arten gekommen; spekuliert wurde, dass dieses Ereignis sich im Nahen Osten unter Beteiligung einer aus Afrika stammenden Population des Homo sapiens zugetragen haben könnte.

### Anatomisch begründete Hypothesen
Die verwandtschaftliche Nähe von Neandertalern und modernen Menschen blieb nach der Entdeckung der ersten Neandertaler-Fossilien jahrzehntelang ungeklärt und umstritten. Immerhin setzte sich bis Ende des 19. Jahrhunderts in Fachkreisen die Ansicht durch, dass der Neandertaler ein Vorläufer des anatomisch modernen Menschen war. Der deutsche Anatom Gustav Schwalbe nahm beispielsweise noch 1906 an, die Neandertaler seien nicht bloß zeitlich und räumlich Vorläufer der modernen Menschen gewesen; vielmehr habe sich der moderne Mensch aus ihnen heraus entwickelt. Bereits 1890 hatte Thomas Huxley vermutet, dass viele Europäer noch Spuren ihrer Neandertaler-Vorfahren in sich trügen, und zwar negative Eigenschaften wie Primitivismus. Ferner sei die Fortentwicklung vom Neandertaler zum Jetztmenschen bei allen – damals als „Rassen“ deklarierten – Ethnien parallel vonstattengegangen: eine Hypothese, die in den 1980er-Jahren als „multiregionales Modell“ zu neuem Leben erweckt wurde. Nach Auffassung anderer Forscher, wie beispielsweise Marcellin Boule (1911), war der Körperbau des Neandertalers jedoch derart „primitiv“, dass er kein direkter Vorfahre des Homo sapiens sein könne. Der dänische Ethnograph Hans Peder Steensby wies hingegen 1907 in seinem Artikel Rassenstudien in Dänemark die Deutung zurück, dass die Neandertaler affenähnlich oder ‚minderwertig‘ gewesen wären. Vielmehr seien alle heutigen Menschen gemischter Herkunft. Eine Kreuzung von Mensch und Neandertaler sei die beste zur Verfügung stehende Erklärung für die Mehrzahl der damals bekannten Befunde über die Rassen des Menschen.
Eine frühe, rein spekulative ‚Vermischunghypothese‘ vertrat in der ersten Hälfte des zwanzigsten Jahrhunderts auch Carleton S. Coon, dem zufolge die sogenannte kaukasische Rasse aus einer doppelten Vermischung entstanden sei. Zunächst habe in der Altsteinzeit eine Vermischung von Neandertaler und Homo sapiens stattgefunden. Später habe erneute Vermischung dieser Hybriden mit Homo sapiens aus dem Mittelmeerraum stattgefunden. Er wiederholte seine Theorie in seinem 1962 erschienenen Buch The Origin of Races.
Der britische Psychologe Stan Gooch entwickelte in seinen Werken Personality and Evolution (1973) und The Neanderthal Question (1977) ebenfalls eine Theorie über die angebliche Hybridisierung von Neandertaler und Cro-Magnon-Menschen. Diese Theorie beruhte jedoch nicht auf einem Vergleich der anatomischen Merkmale beider Populationen, sondern stützte sich im Wesentlichen auf Goochs Interpretation der modernen menschlichen Psychologie und der Gesellschaft, von denen er meinte, diese seien wenigstens teilweise auf die Neandertaler-Kultur zurückführbar. Obwohl seine Theorien von der wissenschaftlichen Paläoanthropologie abgelehnt wurden, entwickelte er seinen Ansatz in den Werken Cities of Dreams (1989) und The Neanderthal Legacy (2008) weiter.
Einer der bekanntesten und zugleich – wegen seiner Befürwortung der Hypothese eines multiregionalen Ursprungs des modernen Menschen – umstrittensten Befürworter der auf anatomische Merkmale gestützten ‚Vermischungshypothese‘ war in jüngerer Zeit der US-amerikanische Paläoanthropologe Erik Trinkaus von der Washington University in St. Louis, Co-Autor einer Studie über das Kind von Lagar Velho aus dem Jahr 1999. Aus einigen anatomischen Besonderheiten – zum Beispiel dem Verhältnis der Länge von Oberschenkelknochen zu Schienbein – wurde ein „gewisses Maß an Neandertaler-Abstammung“ des ansonsten zweifelsfrei zu Homo sapiens gehörenden, 24.500 Jahre alten Skeletts abgeleitet. Allerdings war dieser Studie bereits 1999 – im gleichen Heft der Fachzeitschrift PNAS – massiv widersprochen worden.
In einer Publikation von Erik Trinkaus und rumänischen Kollegen wurde 2006 gleichfalls argumentiert, dass die 1952 in der Höhle von Peștera Muierii in Rumänien entdeckten 30.000 Jahre alten Knochen auf Gemeinsamkeiten zwischen Neandertaler und modernem Menschen hinweisen. Für Homo sapiens charakteristisch sei die vergleichsweise kleine Kinnlade mit den ausgeprägten Eckzähnen sowie kleine Augenbrauenbögen und enge Nasenöffnungen. Für den Neandertaler charakteristisch seien der große Augenabstand und die fliehende Stirn mit großen Überaugenwülsten. Unterschiedliche Auffassungen gab es auch um den in Rumänien entdeckten Unterkiefer Oase 1.
Anfang der 1990er-Jahre verschob sich der Fokus der Debatte vom Studium der Besonderheiten einzelner Knochen hin zu den Methoden der Archäogenetik, insbesondere nachdem 1997 erstmals Teile der Neandertaler-DNA sequenziert worden waren. Zu den Befunden der Archäogenetik zählt, bezogen insbesondere auf die anatomisch begründete ‚Vermischunghypothese‘, dass 6 bis 9 Prozent des Genoms von Oase 1 als vom Neandertaler stammend interpretiert wurden. Für das Fossil Muierii 1 ergab 2021 eine DNA-Analyse, dass rund 3 Prozent der DNA von Neandertalern stammt. Für das Kind von Lagar Velho liegen noch keine DNA-Analysen vor.

### Genetik
Die von Forschern aus der Arbeitsgruppe von Svante Pääbo im Mai 2010 veröffentlichte DNA-Sequenz des Neandertalers zeigt, dass ausschließlich nicht-afrikanische Populationen des anatomisch modernen Menschen einige genetische Gemeinsamkeiten mit Neandertalern aufweisen. Den Autoren dieser Studie zufolge ist dies am besten durch einen Genfluss vom Neandertaler zum anatomisch modernen Menschen zu erklären, der im südlichsten Verbreitungsgebiet der Neandertaler, im Nahen Osten, auftrat. Geschätzt 1 bis 4 % der DNA der Europäer und der Asiaten (Probanden französischer, chinesischer und papuanesischer Abstammung) stimmt mit der DNA der Neandertaler überein. Bei Probanden aus den Regionen südlich der Sahara (bei Probanden der Yoruba und der San) ließen sich diese Gene nicht nachweisen. Einige Forscher vermuten sogar einen Genfluss von 3,4 bis 7,3 % in eurasischen Populationen.
In jüngeren Studien wurde bei Ostasiaten im Vergleich zu Europäern ein höherer Anteil eines Genflusses vom Neandertaler zu Homo sapiens festgestellt. Hieraus wurde zum einen auf mindestens zwei verschiedene Genfluss-Ereignisse geschlossen und zum anderen darauf, dass der zweite Genfluss bei Ostasiaten nach der Trennung der beiden Gruppen aufgetreten sei. Als weitere Erklärungsansätze für den Unterschied werden diskutiert: Aufgrund einer möglichen späteren Abwanderung der Vorfahren der Europäer habe eine Verdünnung dieses Anteils eintreten können und bei Ostasiaten habe eine geringere durch Evolutionsdruck verursachte Selektion stattgefunden. Ferner wurde festgestellt, dass innerhalb europäischer Populationen eine geringe, aber signifikante Variationsbreite des Neandertaler-Anteils vorliegt, die sich bei ostasiatischen Populationen nicht wiederfindet.
- Im Mai 2015 wurden anlässlich einer Fachtagung in Cold Spring Harbor, New York, die vorläufigen Ergebnisse der Sequenzierung der DNA des auf ein Alter von 40.000 Jahren datierten und aus der Oase-Höhle in Rumänien stammenden Fossils Oase 1 vorgestellt. Die Genanalyse von Oase 1 zeigte, dass dieses Fossil einen Anteil von zwischen sechs bis neun Prozent an Genen des Neandertalers aufweist. Das Forscherteam um Qiaomei Fu schätzte, dass bei diesem Fossil die Verbindung von Homo sapiens mit einem Neandertaler nicht mehr als vier bis sechs Generationen zurücklag. Diese Studie belegt, dass eine erfolgreiche Verpaarung von Homo sapiens und Neandertaler nicht nur im Nahen Osten, sondern auch in Europa stattgefunden hat.[28]
- Beim Fund von Ust-Ischim in Sibirien wurde ein Anteil von 2 Prozent an Neandertaler-DNA festgestellt. Der Zeitpunkt des Genflusses wurde auf rund 7.000 bis 13.000 Jahre vor Lebzeiten des Individuums (vor ca. 45.000 Jahren) datiert – mit genetischer Nähe zu den in Eurasien lebenden Menschen.[10][29]
- 2024 wurden vorab verfeinerte Analysen publiziert, denen zufolge vor 47.000 Jahren ein 6000 bis 7000 Jahre andauernder, gelegentlicher Genfluss zu Homo sapiens stattfand.[30]

In der mitochondrialen DNA der modernen Europäer waren zuvor keine Hinweise auf Neandertaler-Gene gefunden worden, was darauf hindeutete, dass keine direkte mütterliche Linie mit Neandertaler-Ursprung bis in die Neuzeit überlebt hätte.
Eine Veränderung im Microcephalin-Gen des Menschen, das einen wichtigen Einfluss auf die Gehirngröße hat, wurde ebenfalls als möglicher Beleg für einen Genfluss angeführt. Der Funktionsverlust dieses Gens durch schädliche Mutationen kann zu Mikrozephalie führen. Ein Typ dieses Gens, welches als (modernes) „D“ bezeichnet wird, hat eine weltweite Verbreitung von 70 %. Jedoch weist es ein junges Koaleszenz-Alter auf. Der jüngste gemeinsame Vorfahr der Träger dieses Gens lebte vor etwa 37.000 Jahren. Die übrigen Arten dieses Gens, bezeichnet als „Non-D“ oder „Nicht-D“, koaleszensieren auf vor etwa 990.000 Jahren. Die Trennung der D- und Nicht-D-Gene fand schätzungsweise vor 1.100.000 Jahren statt. Es ist möglich, dass das D-Gen seinen Trägern einen evolutionären Vorteil verschaffte; dies ist aber umstritten.
Da die Verbreitung des D-Allels außerhalb Afrikas groß, jedoch in der Region südlich der Sahara mit 29 % geringer ist, wurde vorgeschlagen, hieraus auf die Beteiligung einer archaischen eurasischen Bevölkerungsgruppe zu schließen. Schätzungen der Divergenz-Zeit von modernem Menschen und Neandertaler, basierend auf der mitochondrialen DNA, legen nahe, dass es sich bei dieser archaischen Bevölkerungsgruppe um die Neandertaler handelt, von denen dieses Gen durch Introgression in den Genpool des modernen Menschen gelangte. Doch eine Untersuchung der DNA aus den Neandertaler-Fossilien aus der Vindija-Höhle (Kroatien) durch Svante Pääbo zeigte, dass diese das Nicht-D-Allel für Microcephalin enthielt und es keine Anzeichen für Genfluss oder Einkreuzung gibt. Eine Studie, die im Mai 2010 veröffentlicht wurde, belegte jedoch, dass einer der Neandertaler aus der Mezzana-Fundstelle (Monti Lessini, Italien) Träger der älteren Version des D-Allels war, die bei eurasischen modernen Menschen häufig ist. Diese Studie schloss Kreuzungen zwischen Neandertalern und Homo sapiens nicht aus, konstatierte aber, dass der einzelne DNA-Befund die These der Übergabe des D-Allels vom Neandertaler an den modernen Menschen nicht stützen könne.
Aufgrund einer Studie aus dem Jahre 2001 über das Gen, das beim Menschen zu Rothaarigkeit führt, wurde spekuliert, dass der Neandertaler rote Haare gehabt und diese Eigenschaft an rothaarige und sommersprossige moderne Menschen weitergegeben haben könnte. Im Rahmen einer Studie zur Analyse der Neandertaler-DNA aus dem Jahre 2007 wurde festgestellt, dass einige Neandertaler tatsächlich rothaarig waren, aber dass dies auf einer Mutation des MC1R-Gens beruhte, welche beim modernen Menschen nicht nachgewiesen werden konnte.
Von Genen, die Keratine betreffen, wurde indessen festgestellt, dass sie vom Neandertaler zu modernen Ostasiaten und Europäern geflossen sind, und mutmaßlich zu einer besseren morphologischen Anpassung von Haut und Haar unter außerafrikanischen Umgebungsbedingungen geführt haben. Demnach ist das Gen BNC2 auf Chromosom 9 an der Pigmentierung der Haut beteiligt und ist insbesondere mit der (relativ hellen) Pigmentierung der Europäer verbunden. Ein vergleichbarer Genfluss wurde auch für andere Gene erörtert, die in Zusammenhang mit Erkrankungen wie Typ-2-Diabetes, Primär biliäre Zirrhose, den Autoimmunkrankheiten Lupus erythematodes und Morbus Crohn oder dem Rauchverhalten stehen.
Es wurde ferner argumentiert, dass einige das Immunsystem betreffende Gene vom Neandertaler stammen könnten. Das Gen „HLA-C*0702“ wurde in Neandertaler-Fossilien gefunden und ist bei modernen Europäern und Asiaten häufig, ist aber äußerst selten bei Menschen afrikanischer Herkunft anzutreffen. Es wurde daher unterstellt, dass dieses Immun-Gen nach dem Verlassen Afrikas in den Genpool des Homo sapiens gelangte und es ihm ermöglichte, gegen außer-afrikanische Krankheiten zu bestehen, gegen die der Neandertaler bereits gewappnet war.
In einer Anfang 2017 veröffentlichten Studie wurde untersucht, inwieweit dem Neandertaler zugeordnete Gene in heutigen modernen Menschen bei der Genexpression aktiv sind. Ein Befund war, dass für ein Viertel der seitens des Neandertalers introgredierten Haplotypen cis-wirkende Effekte festgestellt werden konnten. Vom Neandertaler introgredierte genregulatorische Varianten wirken sich phänotypisch aus. Allerdings werden Neandertaler-Allele je nach Gewebeart unterschiedlich exprimiert. So werden solche bei Expressionen von Genen im Gehirn und Hoden häufig herunterreguliert. Besonders im Kleinhirn und den Basalganglien werden diese sehr effektiv unterdrückt.
Im Oktober 2017 wurde das nahezu vollständige Genom einer Neandertalerin rekonstruiert, die vor rund 52.000 Jahren in der Vindija-Höhle lebte. Ein Vergleich mit dem bis dahin einzigen, ähnlich vollständig rekonstruierten Neandertaler-Genom aus der Denissowa-Höhle im Altaigebirge ergab Unterschiede von nur 1,6 Abweichungen pro 1000 Basenpaaren, was bedeutet, dass diese beiden Individuen einander genetisch näher standen als dies bei zwei beliebigen, heute lebenden Menschen der Fall ist. Daraus wurde geschlossen, dass die Neandertaler in einer sehr kleinen Population gelebt haben. Zugleich wurde der Anteil von Neandertaler-DNA am Erbgut der außerhalb Afrikas lebenden Menschen nunmehr mit 1,8 bis 2,6 Prozent ausgewiesen und die anhaltende Aktivität einiger zum anatomisch modernen Menschen übergegangener Gene beschrieben.
Einige vom Neandertaler in die außerafrikanischen Homo-sapiens-Populationen eingebrachten Gene wurden auch bei heutigen afrikanischen Homo-sapiens-Populationen nachgewiesen; aus diesem Befund wurde gefolgert, dass diese Gene dem Genpool der gemeinsamen Vorfahren von Neandertalern und Homo sapiens entstammen. Die Auswanderung relativ kleiner Homo-sapiens-Gruppen aus Afrika habe bei diesen zu einer Reduzierung der genetischen Vielfalt geführt (genetischer Flaschenhals), die Introgression von Neandertaler-DNA habe später einige der zuvor verlorenen Gene wieder in die außerafrikanischen Homo-sapiens-Populationen zurückgebracht.
Bereits 2010 war im Bericht über die Befunde aus der Analyse der „draft sequence“ der Neandertaler-DNA erwähnt worden, dass es mehrere Dutzend Genvarianten gibt, anhand derer Neandertaler und Homo sapiens unterschieden werden können (die Seitenzahlen im folgenden Text beziehen sich auf diese Studie). Von einigen gilt als gesichert, dass sich die verursachenden Mutationen erst nach der Trennung der beiden Entwicklungslinien ereigneten, die zu Neandertalern und anatomisch modernen Menschen führten: Und zwar beim anatomisch modernen Menschen, denn diese Gene haben beim Neandertaler und bei den heute lebenden Schimpansen eine identische – das heißt ursprüngliche – Nukleotidsequenz. Herausgestellt wurden unter anderem Veränderungen am Gen SPAG17, das den Bau der Axonemen und hierdurch die Beweglichkeit der Geißel eines Spermiums beeinflusst, ferner am Gen PCD16, das in Fibroblasten für Cadherin-1 codiert und möglicherweise die Wundheilung beeinflusst. Drei weitere Gene beeinflussen Struktur und Pigmentierung der Haut (S. 715). Andere Mutationen betreffen Gene, bei denen ein Zusammenhang mit kognitiven Funktionen des Menschen besteht; Abweichungen von der „genetischen Norm“ machen sich bei den betroffenen Menschen in Form einer erhöhten Auftretenswahrscheinlichkeit bestimmter psychischer Störungen bemerkbar. Herausgestellt wurde auch das im Vergleich zum Neandertaler beim anatomisch modernen Menschen veränderte Gen RUNX2, bei dem eine Fehlfunktion Abweichungen im Bau des Kopfes und des Rumpfes zur Folge hat. Die Autoren der Studie vermuteten, „dass diese Veränderung Merkmale der Morphologie des Oberkörpers und des Kopfes beeinflusste“ (S. 717). Anhaltspunkte dafür, dass bestimmte äußerlich erkennbare Merkmale des anatomisch modernen Menschen durch Neandertaler-Gene verursacht werden, wurden nicht entdeckt.

## Denisova-Menschen
Tests, in denen das Genom der Denisova-Menschen mit denen von sechs heute lebenden Menschen verglichen wurde – einem „!Kung“ aus Südafrika, einem Nigerianer, einem Franzosen, einem Papua, einem Bougainviller und einem Han-Chinesen – haben gezeigt, dass zwischen 4 % und 6 % des Genoms der Melanesier (vertreten durch den Papua und den Bougainville-Insulaner) mit dem des Denisova-Menschen übereinstimmen. Diese DNA wurde möglicherweise während der frühen Wanderung nach Melanesien in die dortige Population des anatomisch modernen Menschen eingebracht. Diese Interpretation passt zu den Ergebnissen der anderen Vergleichstests, welche eine Zunahme der von Denisova-Mensch und australischen Aborigines geteilten Allele zeigten; als Vergleichsgrundlage hierfür dienten andere eurasische und afrikanische Bevölkerungen. Es wurde ferner beobachtet, dass das Genom der Papuas in Papua-Neuguinea mehr Allel-Übereinstimmungen mit den Denisova-Menschen aufweist als das der Aborigines in Australien. Neandertaler-DNA und Denisova-DNA addiert, ergibt, dass die Melanesier mit etwa 8 % über den weltweit größten Anteil von Erbgut archaischer Menschen verfügen.
Der Genfluss zu den Vorfahren der Melanesier und anderer Populationen in Ozeanien ereignete sich vermutlich unabhängig von jenem zu den Vorfahren der Bevölkerung Ostasiens.
David Reich (2010) von der Harvard University fand in Zusammenarbeit mit Mark Stoneking (1997) vom Team des Max-Planck-Instituts für evolutionäre Anthropologie zudem genetische Belege dafür, dass die Aborigines sowie kleinere verstreute Gruppen von Menschen in Südostasien, sogenannte Negrito-Völker wie die Mamanwa auf den Philippinen, ebenfalls DNA der Denisova-Menschen besitzen. Allerdings besitzen nicht alle Negrito-Völker DNA der Denisova-Menschen; bei den Onge, Ureinwohnern der Insel Little Andaman und bei malaysischen Jehai wurde beispielsweise festgestellt, dass diese kein nachweisbares Denisova-Erbgut besitzen. Diese Daten wurden dahingehend interpretiert, dass der Genfluss auf dem südostasiatischen Festland stattgefunden haben könnte und legen nahe, dass die Denisova-Menschen einstmals weit in Ostasien verbreitet waren.
Die das Immunsystem betreffenden Allele der HLA-Gene haben bei dem Versuch, Gene zu identifizieren, die von archaischen Menschen stammen könnten, besondere Aufmerksamkeit auf sich gezogen. Obwohl es in dem Denisova-Genom nicht enthalten ist, haben das Verteilungsmuster und die Divergenz des „HLA-B*73“-Allels von anderen HLA-Allelen zu der Annahme geführt, dass es durch Introgression vom Denisova-Menschen in die Populationen West-Asiens eingebracht wurde. Tatsächlich sind die Hälfte der HLA-Allele der modernen Eurasier archaische HLA-Haplotypen, woraus geschlussfolgert wurde, dass sie von Denisova-Menschen oder von Neandertalern stammen könnten. Die Häufigkeit dieser Allele bei Homo sapiens deutet auf einen positiven Selektionsdruck für ihre Verbreitung und Beibehaltung hin.
Möglicherweise gab es in Asien neben der Introgression seitens der Denisova-Menschen noch Genfluss von zwei weiteren, bislang nicht näher identifizierten Populationen zum anatomisch modernen Menschen.

## Unbekannter afrikanischer Sub-Sahara-Mensch
2011 untersuchten Michael Hammer et al. (University of Arizona) die DNA von zwei afrikanischen Jäger-Sammler-Gruppen, den Biaka (auch Aka), einem Pygmäenvolk, und den San sowie die DNA der westafrikanischen, Landwirtschaft betreibenden Mandinka. Sie folgerten, dass rund zwei Prozent des genetischen Materials in diesen modernen afrikanischen Populationen erst vor etwa 35.000 Jahren in das Genom der Jäger-Sammler-Gruppen eingefügt wurde. Ferner kamen sie zu dem Schluss, diese Sequenzen müssten von einem heute ausgestorbenen, bislang nicht fossil belegten Taxon der Gattung Homo stammen (vergl. „Ghost lineage“), das sich von der zum anatomisch modernen Menschen führenden Abstammungslinie vor rund 700.000 Jahren abgespaltet hatte.
2012 publizierten Joseph Lachance et al. (University of Pennsylvania) Befunde einer ähnlichen Studie. Sie analysierten die DNA von drei subsaharisch-afrikanischen Populationen: von Pygmäen aus Kamerun sowie von Hadza und Sandawe aus Tansania. Das Team fand Anzeichen dafür, dass sich die Vorfahren dieser Jäger und Sammler wahrscheinlich vor mehr als 40.000 Jahren mit Angehörigen bislang nicht näher bekannter Hominini-Populationen vermischt hatten. Auch der Iwo-Eleru-Schädel wird als möglicher Beleg für das Überleben einer Population mit teils archaischen Merkmalen interpretiert.
Eine 2017 publizierte Studie stützte ebenfalls die Hypothese einer Introgression von Genen einer bislang fossil nicht belegten, archaischen Hominini-Population. Dies könnte letztlich bedeuten, dass Homo sapiens in Afrika nicht aus einer einzelnen, regionalen Stammpopulation hervorging, sondern aus miteinander locker verbundenen Gruppen, die über ganz Afrika verteilt lebten und – nach jeweils längerer Isolation voneinander – wiederholt Gene austauschten.
2019 und 2020 wurde die Hypothese in zwei Studien untermauert. Aus den Ergebnissen der 2019 publizierten Studien wurde geschlossen, „dass der geschätzte Anteil des Neandertaler-Erbguts bei Eurasiern stark von der Präsenz der ‚ghost population‘ beeinflusst wird“ und die Menge der DNA, die bei Eurasiern von Neandertalern kommt, demnach bis zu dreimal höher sein könnte als bisherige Modelle vermuten ließen. 2020 wurde zudem nicht ausgeschlossen, dass mehrere Populationen zur Introgression beigetragen haben.

## Superarchaische Einflüsse
Im Februar 2020 wurde eine Studie publiziert, der zufolge es bereits vor 600.000 Jahren zum Genfluss von einer bislang nicht identifizierten, archaischen Homo-Population zu den gemeinsamen Vorfahren von Neandertalern und Denisova-Menschen gekommen ist, deren genetische Marker heute – infolge von späterem Genfluss zu Homo sapiens – auch beim anatomisch modernen Menschen nachweisbar sind.